# Kampung Baru (Panyabungan Utara)
Kampung Baru is een bestuurslaag in het regentschap Mandailing Natal van de provincie Noord-Sumatra, Indonesië. Kampung Baru telt 740 inwoners (volkstelling 2010).